# Rečane (Prizren)
Pour l’article homonyme, voir Rečane (Suva Reka).
Reçan en albanais et Rečane en serbe latin (en serbe cyrillique : Речане) est une localité du Kosovo située dans la commune/municipalité de Prizren et dans le district de Prizren/Prizren. Selon le recensement kosovar de 2011, elle compte 951 habitants.
Le village est également connu sous les noms albanais de Peçan et de Reçanë.

## Démographie

### Évolution historique de la population dans la localité
| 1948 | 1953 | 1961 | 1971 | 1981 | 1991 | 2011 |
| ---- | ---- | ---- | ---- | ---- | ---- | ---- |
| 511  | 509  | 572  | 725  | 820  | 890  | 951  |

|  |

### Répartition de la population par nationalités (2011)
En 2011, les Bosniaques représentaient 99,26 % de la population.